# Arctium scanicum
Arctium scanicum là một loài thực vật có hoa trong họ Cúc. Loài này được (Rouy) Rouy mô tả khoa học đầu tiên năm 1905.